# Jakub Berman
 (décembre 2019).
Si vous disposez d'ouvrages ou d'articles de référence ou si vous connaissez des sites web de qualité traitant du thème abordé ici, merci de compléter l'article en donnant les références utiles à sa vérifiabilité et en les liant à la section « Notes et références ».
Pour les articles homonymes, voir Berman.
Jakub Berman (Varsovie, 26 décembre 1901 – Varsovie, 10 avril 1984) était un dirigeant communiste polonais, membre du Parti ouvrier unifié polonais (le parti communiste pro-soviétique), puis responsable des services de la Sécurité intérieure. Il était considéré comme l'homme de main de Staline en république populaire de Pologne de 1944 à 1953.
Issu d'une famille juive, diplômé en droit de l'université de Varsovie, il a été l'assistant de Ludwik Krzywicki, l'un des fondateurs de la sociologie en Pologne. En 1928, il est membre du Parti communiste de Pologne et, à partir de 1942, du Parti ouvrier polonais (le POP).
Après le déclenchement de l'invasion de la Pologne par l'Allemagne en septembre 1939, Berman fuit à Białystok, dans la partie est de la Pologne envahie par l'Armée soviétique, puis il rejoint Minsk, capitale de la Biélorussie, au printemps 1941. Il travaille à la publication du journal Sztandar Wolności, organe de langue polonaise du Parti communiste biélorusse.
Après l'invasion de l'Union soviétique à l’été 1941, il parvient à s'enfuir jusqu'à Moscou, puis occupe un poste d'instructeur dans une école du Komintern à Oufa. En décembre 1943, il rencontre Joseph Staline au Kremlin et devient l'un de ses hommes de confiance ; c'est alors l'un des communistes polonais les plus influents en Union soviétique. En 1944, il devient membre du bureau politique du POP et retourne en Pologne où il forme avec Bolesław Bierut et l'économiste Hilary Minc la « troïka » des communistes polonais qui dirigent la Pologne d'après-guerre.
Entre 1944 et 1956, Berman est membre du Politburo du Parti ouvrier unifié polonais (le POUP, en polonais Polska Zjednoczona Partia Robotnicza, PZPR), responsable des services de Sécurité intérieure, de la propagande et de l'idéologie, de sinistre réputation. A ce titre, il joue un rôle de premier plan dans la vague d'arrestations, et parfois d'exécutions, d'anciens dirigeants de la Résistance polonaise pendant la guerre.
De décembre 1952 à mars 1954, Berman est aussi secrétaire du Comité central de la PZPR chargé de l'éducation.
Après la mort en 1956 de Bolesław Bierut, le Premier secrétaire du PZPR, Bergman démissionne du Politburo. Il est relevé de ses fonctions au comité central du PZPR en 1956 et, en 1957, il quitte le PZPR.
Jusqu'à sa retraite en 1969, Jakub Berman travaille pour la maison d'édition Książka i Wiedza (Livre et Savoir).
Au début de 1980, il subit un grave accident de voiture qui le laisse invalide. 
Il meurt à Varsovie et est enterré au cimetière militaire de Powązki.
Il était marié à Gustawa née Grynberg (1900-1978), avec qui il avait une fille, Lucyna (1929-2019) historienne et réalisatrice, épouse de Feliks Tych (1929-2015), historien et directeur de l'Institut historique juif.
Son frère Adolf Berman a été un militant sioniste et résistant polonais, vice-président puis président de Comité central des Juifs en Pologne (1945-1950), qui a émigré en Israël en 1950.